# Lakoberget
Lakoberget är ett naturreservat kring toppen och östra sidan av berget med samma namn i Vansbro kommun i Dalarnas län.
Området är naturskyddat sedan 2015 och är 54 hektar stort. Reservatet består i sluttningen av gammal barrblandskog. Längst ner rinner Vesnittsbäcken med en liten våtmark och granar.